# همه زن‌ها اینگونه‌اند (فیلم)
همه زن‌ها اینگونه‌اند (ایتالیایی: Così fan tutte؛ ‏ [koˈsi ffan ˈtutte, koˈzi -]) یک فیلم کمدی اِروتیک ایتالیایی به کارگردانی تینتو براس است که در سال ۱۹۹۲ منتشر شد.
این فیلم اقتباسی آزاد از اپرای همه زن‌ها اینگونه‌اند اثر ولفگانگ آمادئوس موتسارت و لرنزو دا پونته است.

## داستان
اوایل دهه ۹۰ در رم، دیانا که فروشنده‌ی لباس زنانه‌ای در مرکز شهر است، در بخشی از یک مجله درباره احساسات و تمایلاتی که اخیراً در درونش شکل گرفته‌اند، حرف می‌زند. این تمایلات پس از یک مهمانی ادبی آغاز شد، جایی که نتوانست در برابر توجه آلفونس دوناتین، مردی ایتالیایی-فرانسوی با سابقه‌ای پُرتجربه، مقاومت کند. تنها ورود ناگهانی همسرش، پائولو، مانع شکل‌گیری رابطه‌ی آن‌ها شد. با وجود این‌که پائولو سعی می‌کند تمام خواسته‌های دیانا را برآورده کند، اما رابطه‌ی زناشویی آن‌ها دیگر پاسخگوی نیازهای روزافزون دیانا نیست.
دیانا که در این شرایط قرار دارد، از همکارش آنتونیتا، زنی که رابطه‌ای آزادانه با رئیس میانسالش دارد، توصیه می‌گیرد که فراتر از محدودیت‌های ازدواج برود و زندگی جدیدی را تجربه کند. فرصتی برای این تغییر به دست می‌آید وقتی دیانا یک اتاق زیرشیروانی دلنشین در ونیز به ارث می‌برد. پس از انجام کارهای قانونی، دیانا ابتدا مدتی کوتاه با پسرعمو مارکو، که در جوانی تجربه‌های صمیمانه‌ای با او داشته، معاشقه می‌کند، اما نهایتاً به آلفونس که در ونیز یک آتلیه پر از آثار هنری تحسین‌کننده زیبایی زنان دارد، می‌پیوندد.
در خانه، دیانا سعی می‌کند این تجربه‌ها را با پائولو در میان بگذارد، هرچند وانمود می‌کند که این‌ها فقط خیالاتی غیرواقعی هستند. اما وقتی پائولو نشانه‌های رابطه‌ی دیانا را می‌بیند، تصمیم می‌گیرد که او را ترک کند. در دوران جدایی، دیانا از خواهرش نادیا می‌خواهد تا پائولو را به آشتی ترغیب کند. نادیا موافقت می‌کند، اما شرط می‌گذارد که اختیار کامل او در این زمینه محفوظ بماند. در دیداری که با پائولو دارد، نادیا درباره آزادی جنسی زنان و کنترل ناپذیری امیال انسانی صحبت می‌کند و سعی می‌کند او را قانع کند، اما پائولو برخلاف دیانا مقاومت نشان می‌دهد.
شب همان روز، نادیا دیانا و آنتونیتا را به یک مهمانی ریو می‌برد. در میان تأثیر مواد مخدر و الکل، دیانا با یک کشیش جوان آفریقایی که پیش‌تر او را دیده بود، رابطه‌ای برقرار می‌کند. اما در همان حال، احساس غم و خشم از جدایی از پائولو در او شعله‌ور می‌شود و با او تماس گرفته و احساساتش را بیان می‌کند. روز بعد، پائولو با دیانا ملاقات می‌کند و می‌گوید که تصمیم گرفته اجازه دهد دیانا زندگی جنسی‌اش را آزادانه‌تر دنبال کند، چرا که خودش هم از این آزادی خوشش می‌آید.